# جورج بوث
جورج بوث (1767 - ) (بالإنجليزية: George Booth)‏ هو لاعب كريكت بريطاني.